# Велсборо (Пенсилванија)
Велсборо (енгл. Wellsboro) град је у америчкој савезној држави Пенсилванија.

## Демографија
По попису из 2010. године број становника је 3.263, што је 65 (-2,0%) становника мање него 2000. године.
| Група             | 2000.         | 2010.         |
| Белци             | 3.254 (97,8%) | 3.115 (95,5%) |
| Афроамериканци    | 13 (0,4%)     | 20 (0,6%)     |
| Азијати           | 30 (0,9%)     | 41 (1,3%)     |
| Хиспаноамериканци | 19 (0,6%)     | 36 (1,1%)     |
| Укупно            | 3.328         | 3.263         |